# Stefania Pisanu
Stefania Pisanu (26 de diciembre de 1975) es una botánica, fitosocióloga, profesora, taxónoma, conservadora, divulgadora científica y exploradora italiana.
Desarrolla actividades académicas y científicas en el Departamento de Botánica, ecológica y geológica de la Universidad de Sassari, y en el Herbario hace gestión de insumos, préstamos y responsable de la base de datos.

## Carrera
En 2001, obtuvo la licenciatura, y en 2007, se graduó con un doctorado, por la Universidad de Sassari, en Ciencias Naturales (110/110 cum laude). Se especializó y completó su formación científica superior como botánica en las Universidades de Sassari, Módena, L'Aquila y Ancona.

## Algunas publicaciones
- stefania Pisanu, e. Farris, m.c. Caria, rossella Filigheddu, m. Urbani, a. Bagella. 2014. Vegetation and plant landscape of Asinara National Park (Italy) Archivado el 17 de julio de 2019 en Wayback Machine.. Plant Sociology 51 (1): 31 - 57.
- e. Farris, stefania Pisanu, g. Ceccherelli, r. Filigheddu. 2012. Variability at local scales and between habitats in population structure and reproductive traits of the Mediterranean plant Centaurea horrida: implications for management. J. for Coastal Res. 28: 193 - 198.
- stefania Pisanu, e. Farris, r. Filigheddu, m.b. Garcìa. 2012. Demographic effects of large, introduced herbivores on a long-lived endemic plant. Plant Ecology, 213:1543–1553.
- -------------------, e. Trainito. 2012. Nascita di una specie. Collana “Quaderni dell’Area Marina Protetta” 5, Taphros.
- -------------------, g. Mameli, e. Farris, g. Binelli, rosella Filigheddu. 2011. A natural homoploid hybrid between Centaurea horrida and Centaurea filiformis (Asteraceae) as revealed by morphological and genetic traits. Folia Geobotanica 46: 69 - 86.
- -------------------, rosella Filigheddu, e Farris. 2009. The conservation status of an endemic species of northern Sardinia: Centaurea horrida Badarò (Asteraceae). Plant Biosystems 143 (2): 275 - 282.
- -------------------, r. Filigheddu, e. Farris. 2009. The conservation status of an endemic species of northern Sardinia: Centaurea horrida Badarò (Asteraceae). Plant Biosystems, 143 (2): 275 – 282.
- e. Farris, stefania Pisanu, g. Ceccherelli, rosella Filigheddu. 2009. Effects of the management regime on the performance of the endangered Mediterranean Centaurea horrida Badarò (Asteraceae). J. for Nature Conservation: 17 (1): 15 - 24.
- s. Pisanu, r. Filigheddu. 2008. Centaurea horrida Badarò. Informatore Botanico Italiano, 40 (1): 62 - 63.

## Honores

### Membresías
- de la junta de asesoramiento de la Sociedad Italiana de Ciencias de la vegetación (SISV)
- del Consejo Editorial de publicación científica fitosociología.
- La abreviatura «Pisanu» se emplea para indicar a Stefania Pisanu como autoridad en la descripción y clasificación científica de los vegetales.[10]